# Campeonato Francés de Fútbol (USFSA) 1913
El Campeonato Francés de Fútbol 1913 fue la 20.ª edición de dicho campeonato, organizado por la USFSA (Union des Sociétés Françaises de Sports Athlétiques). El campeón fue el SH Marseille.

## Torneo

### Primera ronda
- Stade Bordelais UC - Stade limousin (forfeit del Limousin)
- Lyon OU 5-1 Football Club de Grenoble
- Football club de Braux 2-0 Cercle Sportif de Remiremont
- AS Trouville-Deauville 3-1 US Le Mans

### Octavos de final
- Stade toulousain 1-4 Stade Bordelais UC
- Lyon OU 1-5 Stade Raphaëlois
- Union sportive Servannaise 4-0 CASG Orléans
- Amiens SC 0-1 FC Rouen
- Olympique Lillois 2-0 Football club de Braux
- SH Marseille 15-0 Stade issoirien
- CASG Paris 1-0 AS Trouville-Deauville
- Olympique de Cette - Angers Université Club (forfeit de Angers)

### Cuartos de final
- CASG Paris 3-1 Union sportive Servannaise
- Olympique de Cette 6-1 Stade Bordelais UC
- FC Rouen 2-1 Olympique Lillois
- SH Marseille 4-1 Stade Raphaëlois

### Semifinales
- SH Marseille 2-1 Olympique de Cette
- FC Rouen 8-1 CASG Paris

### Final
- SH Marseille 1-0 FC Rouen